# Référendum constitutionnel français de mai 1946
Le référendum constitutionnel français de mai 1946 a lieu le 5 mai 1946 en France afin de proposer à la population l'adoption d'une nouvelle constitution. Le projet est rejeté par 52,82 % des votants.

## Contexte
Le 21 octobre 1945, les Français décident par référendum de mettre fin à la Troisième république en votant la mise en place d'une assemblée constituante. Cette dernière est élue ce même 21 octobre et vote le 17 avril 1946 un projet de constitution soumis au vote populaire.

## Contenu
Le texte propose d'établir un régime parlementaire monocaméral avec une assemblée unique élue au suffrage universel direct pour cinq ans. Le Sénat, vu par la gauche comme une assemblée de tradition conservatrice, aurait donc disparu, pour être remplacé par deux organes consultatifs, le Conseil économique, précurseur du Conseil économique, social et environnemental, et le Conseil de l'Union française.
Dans ce projet, l'exécutif est divisé entre un président de la République, chef de l'État exerçant un pouvoir réduit comme sous la IIIe République, et un président du Conseil, chef du gouvernement. Tous deux sont élus par l'Assemblée nationale. Le président du Conseil doit y faire approuver la composition et le programme de son cabinet ministériel par un vote d'investiture. Le renversement d'un cabinet exige la majorité absolue des députés composant l'Assemblée, et non celle des membres présents.
Toute révision constitutionnelle devait passer par l'adoption à la majorité des députés de l'objet d'une révision, puis du texte de cette révision, puis par un référendum.
Une autre originalité du projet était sa volonté de décentralisation du pouvoir. Le titre VIII (« Des collectivités locales ») ouvrait la voie à des lois qui auraient renforcé les prérogatives des départements et communes, ainsi que des territoires et fédérations d'outre-mer.

## Critiques
Face aux prérogatives importantes données au Parlement, sans véritable contre-poids, les adversaires du projet dénoncent un risque de dérive vers un régime d'assemblée, voire de partis, qui ne résout en rien le problème ancien de l'instabilité gouvernementale de la 3eme République. La dissolution d'une Assemblée nationale ingouvernable est certes possible, mais difficile : elle doit être approuvée par deux tiers des députés, ou elle est prononcée si l'Assemblée a provoqué, « au cours d'une même session annuelle, deux crises ministérielles » (rejet d'une question de confiance ou adoption d'une motion de censure). Cette limite laisse par conséquent ouverte la possibilité de multiples changements de cabinet au cours d'une même législature. La crainte est grande, également, qu'une assemblée sans contre-pouvoirs qui serait majoritairement communiste ouvre la voie à une prise du contrôle du pays par l'U.R.S.S.

## Résultats
| Choix                  | Votes      | %     |
| ---------------------- | ---------- | ----- |
| Pour                   | 9 454 034  | 47,18 |
| Contre                 | 10 584 359 | 52,82 |
|                        |            |       |
| Votes valides          | 20 038 393 | 97,41 |
| Votes blancs et nuls   | 528 985    | 2,59  |
| Total                  | 20 567 378 | 100   |
| Abstention             | 5 262 047  | 20,37 |
| Inscrits/Participation | 25 829 425 | 79,63 |

Approuvez-vous la Constitution adoptée par l'Assemblée Nationale Constituante ?
| Pour 9 454 034 (47,18 %) |  |  | Contre 10 584 359 (52,82 %) |
| ▲                        |  |  |                             |
| Majorité absolue         |  |  |                             |

## Conséquences
La population rejette le projet à une majorité d'un peu plus de 52 % des votants.
Conformément à la loi constitutionnelle de 1945, une nouvelle assemblée constituante est élue, le 2 juin 1946. Cette dernière rédige un nouveau projet qui, soumis lui aussi à référendum le 13 octobre 1946, est adopté, menant à l'établissement de la Quatrième République.